# Salomon (firma)
Salomon je francouzská firma se sídlem v Metz-Tessy vyrábějící sportovní vybavení zejména pro lyžování. Je vlastněna finským konglomerátem Amer Sports, pod něhož spadají i firmy Wilson Sporting Goods (USA), Mavic (Francie), Atomic (Rakousko), Suunto (Finsko), Arc'teryx (Kanada) a další.
Byla založena v roce 1947 Françoisem Salomonem a jeho ženou a synem Georgesem. V roce 1997 se stala součástí německého výrobce Adidas. Ten ji v roce 2005 (20. října) prodal finské obchodní skupině Amer Sports za 485 milionů eur.
Salomon byl dlouhou dobu partnerem významného výrobce lyží a lyžařské obuvi Fischer, který využíval jeho vázání Salomon Nordic System (SNS). Fischer pak v roce 2007 podepsal partnerskou smlouvu s norskou firmou Rottefella, což je přímý konkurent Salomonu v sortimentu lyžařských vázání. Systém SNS využívaly k roku 2013 mimo Salomonu ještě značky Hartjes, Sportful, BOTAS, Atomic.

## Lyžařské vázání
Na poli lyžařského vázání pro běžky nabízí firma tři systémy – nejstarší SNS (Salomon Nordic System), novější SNS Pilot a nejnověji Prolink  kompatibilní s konkurenčním systémem NNN od Rottefelly.

## Galerie

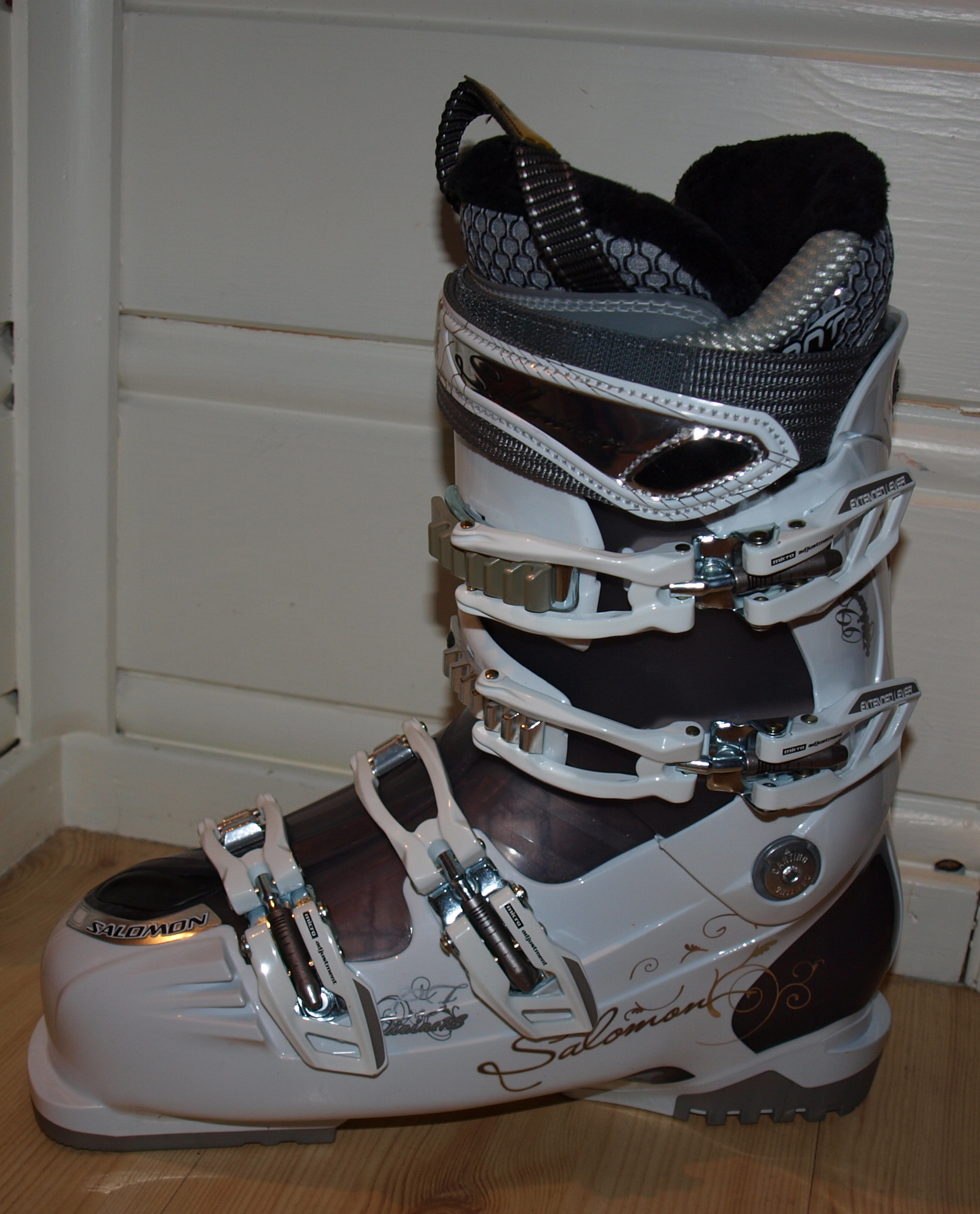
lyžařská bota Salomon
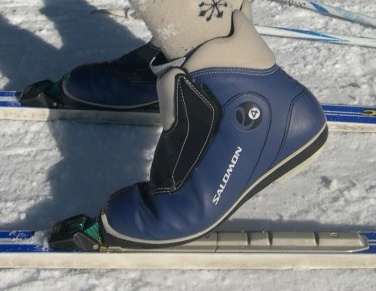
běžkařská bota a vázání Salomon
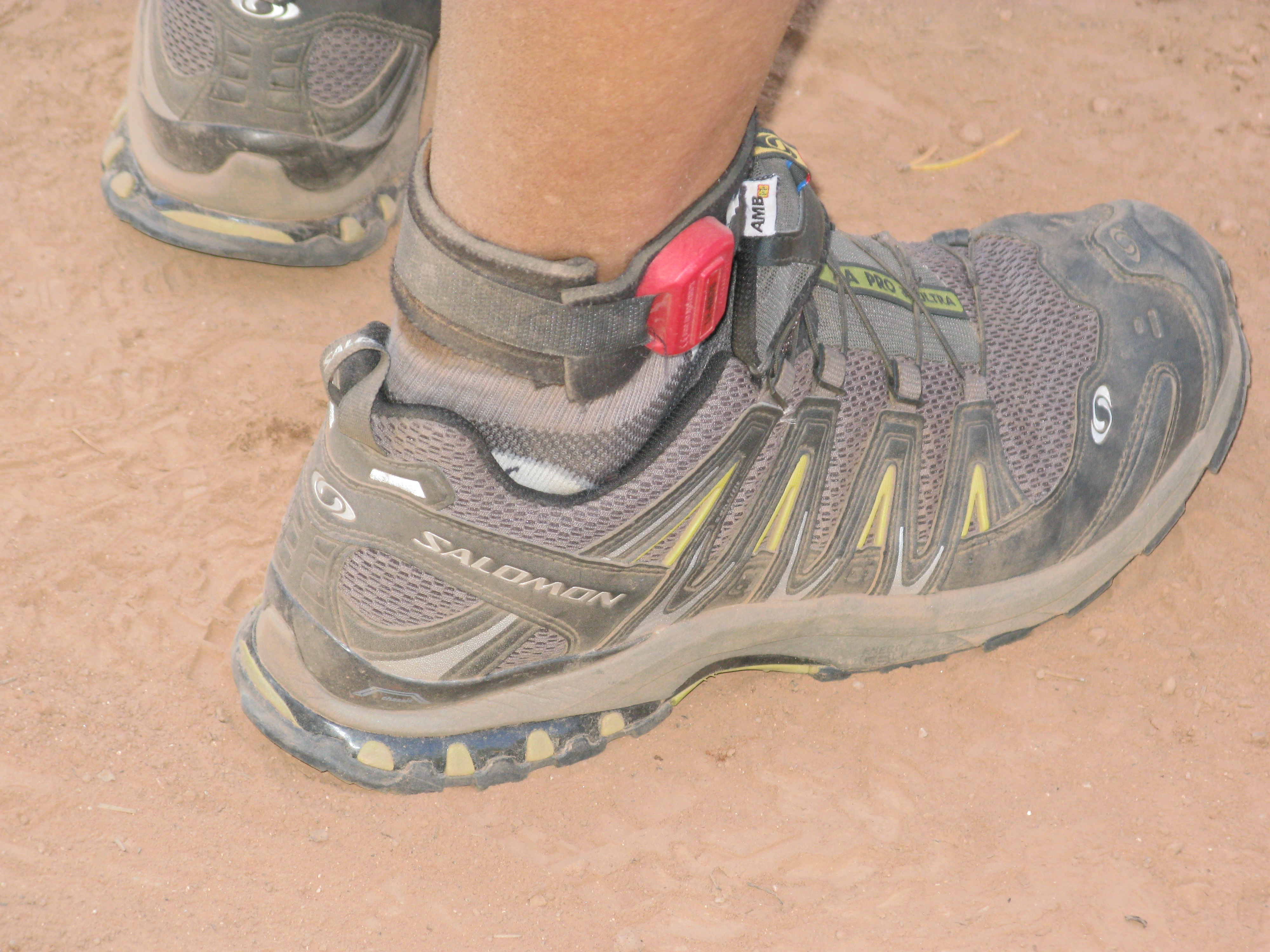
Obuv Salomon
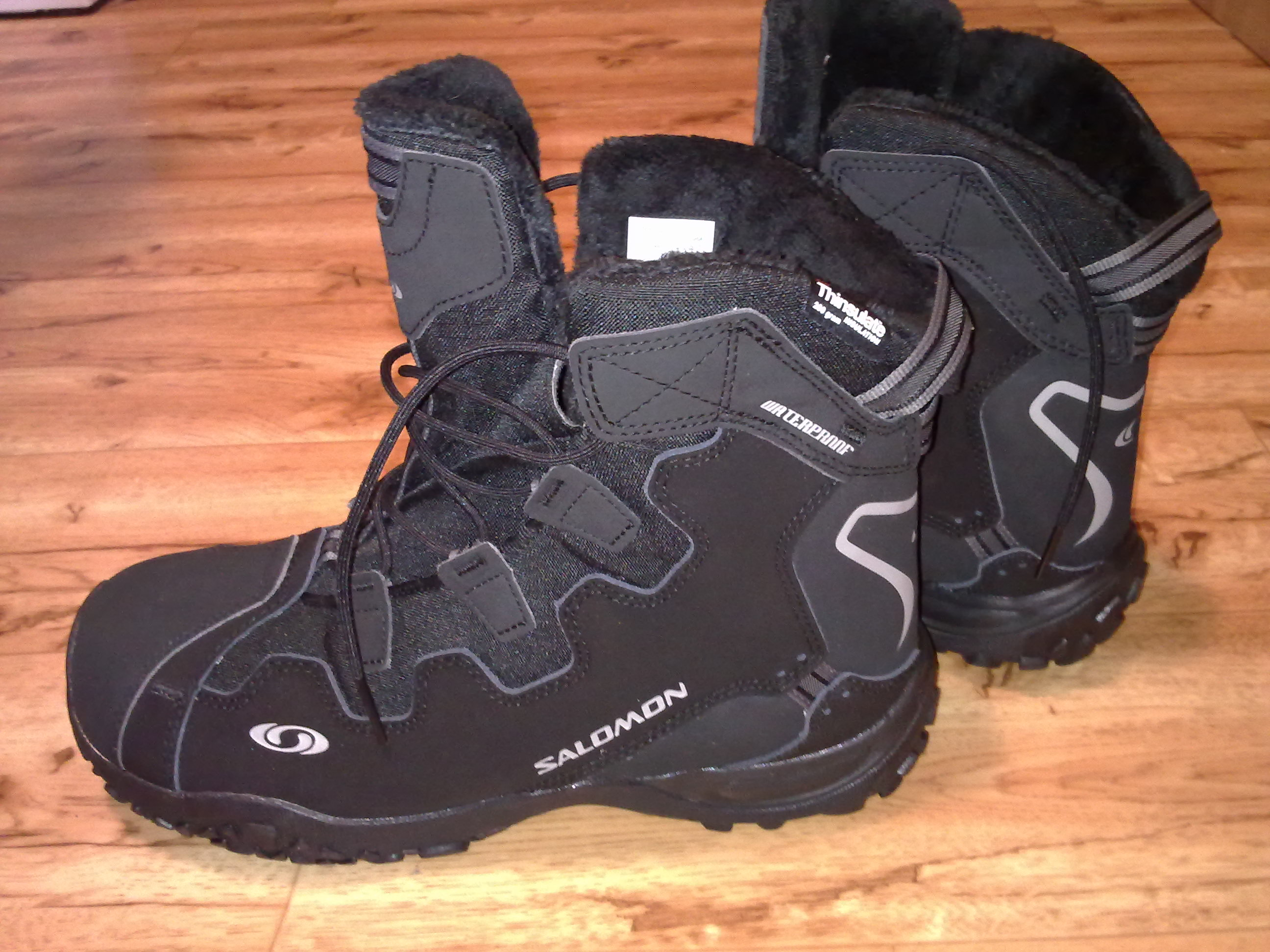
Zimní boty Salomon Snowtrip TS WP